# Tisrasse
Tisrasse (franska: Tisrasse (CR), Tisrasse (Commune Rurale), arabiska: تينزرت) är en kommun i Marocko.   Den ligger i provinsen Taroudannt och regionen Souss-Massa, i den centrala delen av landet, 400 km söder om huvudstaden Rabat. Antalet invånare är 6 666.